# Auckland-szigeteki bukó
Az Auckland-szigeteki bukó (Mergus australis ) a lúdalakúak (Anseriformes) rendjébe, ezen belül a récefélék (Anatidae) családjába tartozó mára kihalt faj volt.

## Rendszerezése
A fajt Jacques Bernard Hombron és Honoré Jacquinot írták le 1841-ben.

## Előfordulása
Az Új-Zélandhoz tartozó Auckland-szigeteken volt honos, ahol 1840-ben fedezték fel,  legalább 25 példányt gyűjtöttek, az utolsót 1902-ben. Maradványait  megtalálták a Déli- és Stewart-szigeteken is.
A természetes élőhelye tölcséltorkolatok, édesvizű tavak, folyók és patakok környéke. Állandó, nem vonuló faj volt.

## Megjelenése
A hímnek sötét vörösesbarna feje és bóbitája, fekete háta és szürke szárnyai voltak. 
A tojó valamivel kisebb volt és rövidebb volt a bóbitája. 

## Kihalása
A vadászat mellett, a betelepített disznók, patkányok, kutyák és macskák is hozzájárultak a kihalásához, melyek ellen ez a nehézkesen repülő faj nem tudott védekezni.